# Globozid a-N-acetilgalaktozaminiltransferaza
Globozid a--acetilgalaktozaminiltransferaza (EC 2.4.1.88, uridin difosfoacetilgalaktozamin-globozid alfa-acetilgalaktozaminiltransferaza, Forssman sintaza, globozid acetilgalaktozaminiltransferaza, UDP-N-acetil--galaktozamin:-acetil--galaktozaminil-1,3-D-galaktozil-1,4-D-galaktozil-1,4-D-glukozilkeramid alfa--acetil--galaktozaminiltransferaza) je enzim sa sistematskim imenom UDP-N-acetil--galaktozamin:-acetil--galaktozaminil-(1->3)--galaktozil-(1->4)--galaktozil-(1->4)--glukozil-(1<->1)-keramid alfa--acetil--galaktozaminiltransferaza. Ovaj enzim katalizuje sledeću hemijsku reakciju
UDP--acetil--galaktozamin + N-acetil--galaktozaminil-(1->3)--galaktozil-(1->4)--galaktozil-(1->4)--glukozil-(1<->1)-keramid {\displaystyle \rightleftharpoons } UDP + N-acetil--galaktozaminil-(1->3)-N-acetil--galaktozaminil-(1->3)--galaktozil-(1->4)--galaktozil-(1->4)--glukozil-(1<->1)-keramid

## Literatura
- Nicholas C. Price; Lewis Stevens (1999). Fundamentals of Enzymology: The Cell and Molecular Biology of Catalytic Proteins (Third изд.). USA: Oxford University Press. ISBN 019850229X.
- Eric J. Toone (2006). Advances in Enzymology and Related Areas of Molecular Biology, Protein Evolution (Volume 75 изд.). Wiley-Interscience. ISBN 0471205036.
- Branden C; Tooze J. Introduction to Protein Structure. New York, NY: Garland Publishing. ISBN 0-8153-2305-0.
- Irwin H. Segel. Enzyme Kinetics: Behavior and Analysis of Rapid Equilibrium and Steady-State Enzyme Systems (Book 44 изд.). Wiley Classics Library. ISBN 0471303097.

## Spoljašnje veze
- Globoside+alpha-N-acetylgalactosaminyltransferase на 